# Toen was geluk heel gewoon (film)
Toen was geluk heel gewoon is een Nederlandse speelfilm uit 2014, gebaseerd op de gelijknamige KRO televisieserie. De film ging op 7 april 2014 in première.

## Verhaal
Wanneer het Nederlands voetbalelftal de heroïsche WK-finale op zondag 7 juli 1974 verliest van aartsrivaal West-Duitsland, is het hele land in rouw. Rotterdammer Jaap Kooiman gooit uit pure frustratie de splinternieuwe kleurentelevisie uit het raam. Deze komt boven op "Anita", het hondje van Nels moeder, terecht. Het diertje laat daarbij het leven. Deze gebeurtenis is de opmaat voor de rest van de film. Hierbij wordt Jaap door zijn schoonmoeder aangeklaagd voor twee pogingen tot moord. Harmsen, die vroeger advocaat blijkt te zijn geweest, neemt de verdediging op zich, maar tevergeefs. Jaap moet naar een psychiater en belandt vervolgens in een psychiatrische inrichting. Nel gaat weer naar haar moeder en flirt met een yogaleraar. Later krijgt ze ruzie met haar moeder omdat blijkt dat ze Anita, die ernstig ziek was, wilde laten inslapen. Jaap was echter de gang naar het spuitje van de dierenarts net vóór.
In de inrichting maakt Jaap een hoop nieuwe vrienden. Deze komen er achter dat Jaap niet in de inrichting thuis hoort en helpen hem ontsnappen. Ze besluiten allemaal mee te gaan om Jaap terug bij Nel te krijgen. Ondertussen doet Simon, samen met Harmsen, Hopjes, jonge Leen, Van de Berg, Van Dam en Japie, ook een poging om Jaap uit de inrichting te krijgen maar dan via het riool. In het riool bekent Harmsen aan Hopjes dat hij verliefd op hem is en dit blijkt wederzijds. Na dit alles krijgt Jaap op zijn huwelijksfeest in de kegelclub eindelijk zijn promotie tot groepschef der RET. Maar hij aanvaardt die promotie niet: hij kiest ervoor om vervroegd met pensioen te gaan. Hij keert weer terug naar Nel, verzoent zich met zijn schoonmoeder en schenkt haar een nieuw hondje.

## Verschil met de serie
In tegenstelling tot de serie, die geheel in de studio werd opgenomen, werd de film op locatie opgenomen. Hierbij figureerden museumbussen van de RET uit 1974 of eerder, waarbij Jaap, Henk en Karel ook echt achter het stuur zaten en reden. Hier was ook een museumbus (938) te zien die echter pas in 1982 werd afgeleverd. Verder kwam in de film een aantal rollen voor die niet in de serie waren te zien, maar ook andersom. Los van de kern-cast werkte geen van de oorspronkelijke makers mee aan de film.

## Rolverdeling
| Acteur                 | Personage                     |
| ---------------------- | ----------------------------- |
| Gerard Cox             | Jaap Kooiman                  |
| Joke Bruijs            | Nel Kooiman                   |
| Sjoerd Pleijsier       | Simon Stokvis                 |
| Huib Rooymans          | Meneer Harmsen                |
| Coby Timp              | Lea van Vliet                 |
| Edo Brunner            | Bas                           |
| Tarik Moree            | Japie Stokvis                 |
| Koos van der Knaap     | Karel van Dam                 |
| Paul van Soest         | Henk van de Berg              |
| Justin van Kampen      | Jonge Leen                    |
| Walter Crommelin       | Hopjes                        |
| Ton van der Velden     | Kok van de Lande              |
| Khaldoun Elmecky       | Paco dos Santos de Caragillio |
| Ton Kas                | Appie                         |
| Tina de Bruin          | Mary                          |
| Katja Herbers          | Andjela                       |
| Jelle de Jong          | Joost                         |
| Kees Boot              | Agent 1                       |
| Lars Boom              | Agent 2                       |
| Rick Paul van Mulligen | Jason                         |
| Christine van Stralen  | deelnemer aan Yogales         |
| Porgy Franssen         | rechter                       |
| Jeannette Numan        | balie meisje                  |
| Richard Groenendijk    | boze bovenbuurman             |

## Trivia
- Jaap en Nel wonen in de film tegenover Simon en Japie. In de serie wonen ze onder hen. Daaronder is de wasserij waar Bas werkt.
- Het personage Japie Stokvis wordt in de film niet gespeeld door Davey-Jay Geernaert maar, door Tarik Moree. Hoewel de film verder gaat in het jaar dat de serie stopt (1974), is Japie ineens zo'n 10 jaar ouder. Zijn karakter is ook anders: in de serie is hij een hoogbegaafd jongetje, in de film een stoere jongen met spijkerjas, lang haar, zit aan de veel te jonge vriendin van zijn vader en rookt. Ook rijdt hij zonder rijbewijs in zijn vaders auto.
- Wegens het overlijden van actrice Elisabeth Versluys wordt de moeder van Nel in de film gespeeld door Coby Timp. Coby Timp zelf speelde in de serie echter de hospita van Henk van de Berg.
- Het personage Jonge Leen, Jaaps jonge collega, is gebaseerd op Lee Towers.
- In de film wordt regelmatig gerelateerd aan het feit dat Jaap en Nel nooit kinderen hebben gekregen. In de serie gaat het hier nauwelijks over. Waarom ze geen kinderen hebben, wordt nooit helemaal duidelijk.
- De scenes op de kegelbaan werden in de serie in de studio opgenomen. Voor de film werd gebruikgemaakt van een echt bestaand kegelhuis in Schoonhoven, "De Engel".
- Voor de film werden verder opnames gemaakt in de Rotterdamse wijk het Oude Noorden, het Gerechtsgebouw in Rotterdam, buitenplaats De Tempel in Overschie en de ruien van Antwerpen.
- Aan het einde van de film wordt gesuggereerd dat Jaap de bedenker is van de OV-chipkaart.
- De titelsong van de film wordt gezongen door de Nederlandse band The Kik.
- De film werd bekroond met de Gouden Film.